# Ti aspetto in piedi
Ti aspetto in piedi è un libro pubblicato il 7 giugno 2006 per la Aliberti Editore, Si tratta di un libro illustrato di 208 pagine in cui Francesca Fogar racconta, grazie alla collaborazione di Marta Chiavari, il suo rapporto con il padre soffermandosi sulla loro storia, trattandola in maniera più approfondita ed intima.